# سالونگا (پنسیلوانیا)
سالونگا (به انگلیسی: Salunga) یک منطقهٔ مسکونی در ایالات متحده آمریکا است که در شهرستان لنکستر، پنسیلوانیا واقع شده‌است. سالونگا ۲٬۶۹۵ نفر جمعیت دارد.